# Paullinia bristanii
Paullinia bristanii är en kinesträdsväxtart som beskrevs av T.B. Croat. Paullinia bristanii ingår i släktet Paullinia och familjen kinesträdsväxter. Inga underarter finns listade i Catalogue of Life.